# Februa
Februa (lateinisch februa,-orum n., „Reinigungs-, Sühnemittel; Reinigungsopfer“) war im Römischen Reich der Name des im Februar begangenen Sühne- und Reinigungsfestes im Rahmen der Lupercalien. Sie wurden laut Marcus Terentius Varro am dies februatus begangen.
Unter anderem wurden während des Festes die jungen Frauen von den luperci genannten Priestern mit aus einem Ziegenfell geschnittenen Riemen, den februa, geschlagen, um sie vor Unfruchtbarkeit zu bewahren. Mit dem Fest am dies februatus hingen wahrscheinlich die Beinamen Februalis, Februlis, Februata oder Februa der Juno zusammen, die zu diesem Anlass laut Paulus Diaconus eine besondere Verehrung erfuhr. Seiner Meinung nach könnte sich gar der Monatsname Februarius von den Beinamen der Göttin herleiten, während Ovid den Monatsnamen allein mit dem Fest und den in diesem Monat umherziehenden luperci in Verbindung bringt, von den Beinamen Junos im Zusammenhang mit dem Monatsnamen jedoch nichts zu berichten weiß. Anlässlich seiner Ausführungen zu den Lupercalien am 15. Februar spricht er sie in seinen Fasti  als Iuno Lucina an.